# Baie de la Conception
Pour les articles homonymes, voir La Conception.
Ne doit pas être confondu avec Baie de Concepción.
La baie de la Conception est une baie du Canada située au nord-est de Terre-Neuve. La baie se trouve dans la péninsule d'Avalon et s'ouvre, au nord-est, sur la mer du Labrador. Elle est bordée par le cap St. Francis au sud, et Split Point 48° 05,99′ N, 52° 50,94′ O près de Bay de Verde au nord. Sa profondeur maximale est de 300 mètres.

## Sources